# Johann Daniel Bager
Johann Daniel Bager, né en 1734 à Wiesbaden et mort en 1815 à Francfort-sur-le-Main, est un peintre de fruits et de fleurs.

## Biographie
Il travaille quelque temps à Francfort. Deux de ses œuvres se trouvent à la galerie Städel de cette ville.